# هليلج فرانشتي

هليلج فرانشتي (الاسم العلمي:Terminalia franchetii) هو نوع نباتي يتبع جنس الهليلج من الفصيلة القمبريطية.